# Campbellobates aureus
Campbellobates aureus är en kvalsterart som beskrevs av Hammer 1967. Campbellobates aureus ingår i släktet Campbellobates och familjen Oripodidae. Inga underarter finns listade.